# Bier in Hongarije

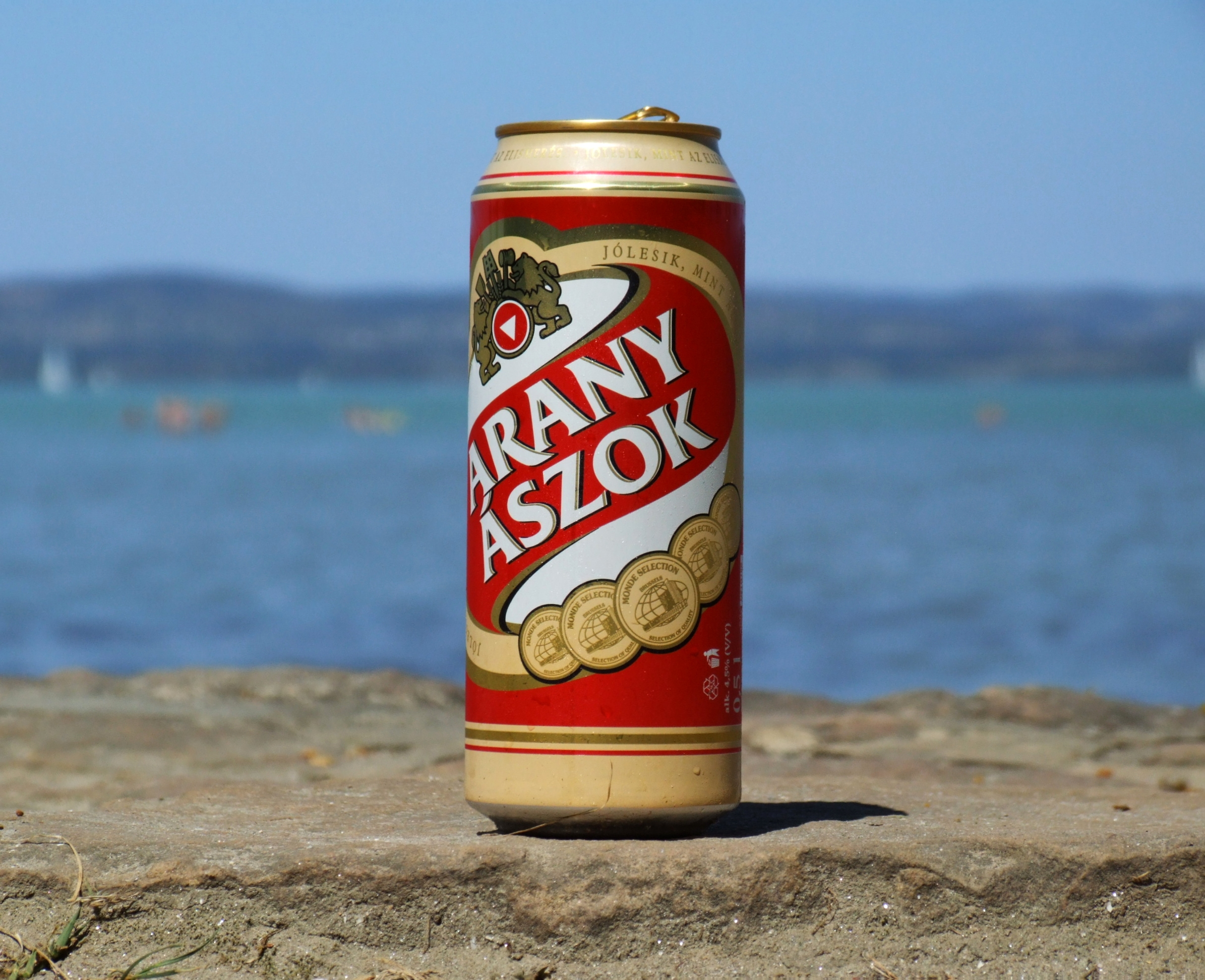
Arany Ászok van brouwerij Dreher

Bier is in Hongarije een populaire drank die er al eeuwenlang gebrouwen wordt. De biermarkt wordt gedomineerd door vier brouwerijen die voornamelijk lagers en donkere bieren in Duitse stijl produceren. Sinds 1993 zijn deze brouwerijen grotendeels in handen van buitenlandse brouwerijgroepen.

## Geschiedenis
De eerste commerciële brouwerij werd in 1845 opgericht te Boeda door Peter Schmidt. Tijdens de hoogdagen van het Oostenrijks-Hongaarse Rijk werd de wijk Kőbánya in Boedapest het centrum van de brouwindustrie. In 1848 werd Brouwerij Pécs opgericht door Leopold Hirschfeld onder de naam Hirschfeld S. Sörgyár Részvénytársaság (Brouwerij S. Hirschfeld). Brouwerij Dreher werd gestart in 1862 door Anton Dreher en domineerde de biermarkt tot aan de Tweede Wereldoorlog. Daarna werden alle brouwerijen staatseigendom. Na de val van het communisme en de daarop volgende privatisering werd Brouwerij Dreher eigendom van South African Breweries (nu SABMiller) in 1993. In datzelfde jaar kwam de in 1969 opgerichte Brouwerij Borsod in handen van het Belgische Interbrew (nu AB InBev). In oktober 2009 verkocht AB InBev alle Oost-Europese brouwerijen aan CVC Capital Partners, die deze onderbracht in een nieuwe firma StarBev. In april 2012 werd StarBev op zijn beurt verkocht aan de Canadese brouwerijgroep Molson Coors en kreeg de naam Molson Coors Central Europe. De Oostenrijkse Ottakringer Group kreeg 78% van de aandelen van Brouwerij Pécs in handen. Brau Union Hungária ontstond na het samengaan van de brouwerijen in Sopron en Martfű, Brouwerij Sopron (Soproni Sörgyár) en Brouwerij Martfű (Martfűi Sörgyár) en was in handen van het Oostenrijkse Brau Union AG. Brau Union AG werd op zijn beurt opgekocht door Heineken en vanaf juni 2007 kreeg de brouwerij de huidige naam Heineken Hungary. In december 2016 werden de Oost-Europese activiteiten van AB InBev (inmiddels gefuseerd met SABMiller) overgenomen door de Japanse Asahi Group Holdings voor een bedrag van 7,3 miljard euro, waaronder de merken als Tyskie, Lech (Polen), Pilsner Urquell (Tsjechië) en Dreher.

## Cijfers 2011
- Bierproductie: 6,249 miljoen hl
- Export: 506.000 hl
- Import: 148.000 hl
- Bierconsumptie: 6,464 miljoen hl
- Bierconsumptie per inwoner: 65 liter
- Actieve brouwerijen: 4 (+ enkele microbrouwerijen)[5]

## Brouwerijen
Buiten enkele kleine microbrouwerijen zijn er 4 grote brouwerijgroepen:
- Brouwerij Dreher (Dreher Sörgyárak), eigendom van Asahi Group Holdings (Japan)
- Brouwerij Borsod (Borsodi Sörgyár), onderdeel van Molson Coors Europe
- Brouwerij Pécs (Pécsi Sörfőzde), de grootste Weense brouwerijgroep, de Ottakringer Group is de grootste aandeelhouder.
- Heineken Hungary, voorheen Brau Union Hungária met 2 brouwerijen in Sopron en Martfű.

## Bieren

### Brouwerij Dreher
- Dreher (Classic, Bak, 24)
- Arany Ászok
- Kőbányai Világos

### Brouwerij Borsod
- Borsodi (Világos, Bivaly, Póló, Barna)
- Borostyán

### Brouwerij Pécs
- Szalon (Sör, Félbarna, Barna)
- Három Királyok
- Tavaszi Sör

### Heineken Hungary
- Soproni (1895, Fekete Démon, Kinizsi, Szűz)
- Arany Hordó
- Sárkány
- Talléros